# Colletotrichum boninense
Colletotrichum boninense är en svampart som beskrevs av Moriwaki, Toy. Sato & Tsukib. 2003. Colletotrichum boninense ingår i släktet Colletotrichum och familjen Glomerellaceae.   Inga underarter finns listade i Catalogue of Life.